# Magyarország madarai (könyv)
A Magyarország madarai könyv egy lexikon jellegű, Magyarország madarairól szóló „élővilág-enciklopédia”. Két kötete közül az első általános leírást tartalmaz a madarakról, a második pedig részletes leírást Magyarország madárfajairól. Felhasználható szabad forrásként Wikipédia-szócikkek írásához, mivel már nem esik szerzői jogi oltalom alá.
- Cím: Magyarország madarai
- Alcím: Magyarország madarai, különös tekintettel gazdasági jelentőségökre.
- Szerző: Chernelházi Chernel István
- Képekkel ellátta: Nécsey István
- Intézte: Herman Ottó
- Kiadás: Franklin-Társulat Nyomdája, Budapest, 1899.
- Interneten: http://mek.oszk.hu/00600/00604/, http://www.hik.hu/tankonyvtar/site/books/b10026/%5B%5D

Mottó:
„Minél jobban ismerjük meg a körülöttünk és velünk élő lényeket, tulajdonságaikat; minél mélyebben vizsgáljuk azokat a kapcsolatokat, a melyek e lényeket a természet egészével, nem különben az ember érdekével összefűzik annál tisztábban fog kidomborodni e lények jelentősége, ebben a haszon és kár, melyet az embernek szereznek s annál igazságosabb lesz az üldözés vagy védelem alapja, a melyet reájok alkalmazunk.”